# Drottningholms slottsteater
Drottningholms Slottsteater, Drottningholmsteatern, i Drottningholms slottsområde på Lovön utanför Stockholm är en unik 1700-talsteater – den bäst bevarade i världen – med ett avancerat maskineri som möjliggör dekorväxlingar inför öppen ridå. De ursprungliga dekorerna är numera kopierade och bevarade. Dessutom har teatern falluckor, rörliga vågor, ljusmaskineri samt vind- och åskapparater som bidrar till att skapa föreställningarnas stämning.
Teaterns scen hör fortfarande till landets djupaste, hela 20 meter, även om den med moderna mått mätt är ovanligt smal för sitt djup.
Varje sommar ges ett antal opera- och musikföreställningar som alltid lockar stor publik. Repertoaren är opera och balett från 1600- och 1700-talen. Föreställningarna spelas numera vanligtvis med tidstrogna instrument, till exempel träblåsinstrument utan klaffar och stråkinstrument av barocktyp. Förutom de större operaproduktionerna varje säsong arrangerar teatern konserter, solistframträdanden, utställningar, seminarier, visningar, barn- och familjeföreställningar med mera, inom programverksamheten Esprit.  
Teaterchef och konstnärlig ledare är sedan maj 2021 Anna Karinsdotter.  
Sofi Lerström var vd 2011–2021 och konstnärlig ledare 2013–2021. Konstnärlig ledare under åren 2007–2013 var den brittiske dirigenten och professorn på Operahögskolan, Mark Tatlow. Bland tidigare konstnärliga ledare märks Arnold Östman, Elisabeth Söderström och Per-Erik Öhrn. Teatern ingår i det nordiska avsnittet av Europavägen historiska teatrar. Drottningholms Slottsteater är tillsammans med Drottningholms slott och den omgivande slottsparken upptaget på Unescos världsarvslista. 

## Historik

### Ursprungliga
Den nuvarande teaterns föregångare, grundad 1754, brann ned den 25 augusti 1762. Det finns en beskrivning av hur den första teatern brann ned. Mitt under öppningen av femte akten under föreställningen på drottning Lovisa Ulrikas namnsdag, 25 augusti 1762, rusade den franska skådespelaren Marie Baptiste ut på scenen och slog larm. Publiken trodde först att det var en del av pjäsen. Knut Henrik Leijonhufvud beskrev i ett brev till publicisten Carl Christoffer Gjörwell:
| ” | Fjärde akten var redan spelt till ända och orkestern gjorde en musik...Äntligen gavs med det vanliga klapp på teatern tecken till tystnad; och i detsamma kom madame Baptiste springande mitt igenom teatern och gjorde en geste, som utvisade all hennes bedrövelse; ingen trodde annat än att det hörde till pjäsen. Hon, som då fann, att det tecknet ej hade gjort nödig verkan var den enda som åter hade den resolution att komma in och då sade hon endast med halvkvävd röst, Le feu – och sauverade sig strax. | „ |

En piga, en pojke och två personer "af arbetsfolcket" dör i branden. Skådespelarna förlorar allt eftersom deras bostäder fanns inrymda där.

### Nuvarande

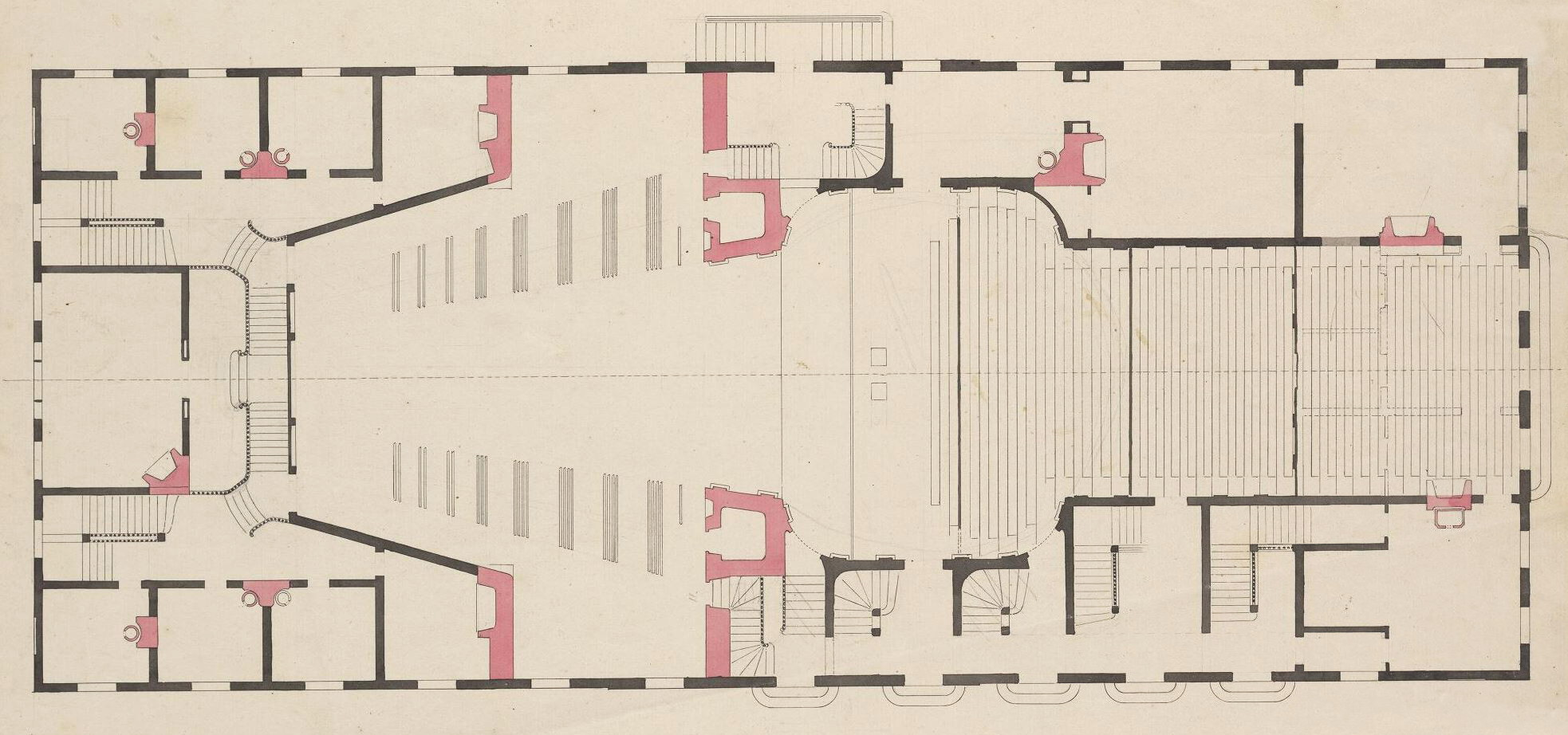
Carl Fredrik Adelcrantz' planritning över salong och scenhuset, 1760-tal.

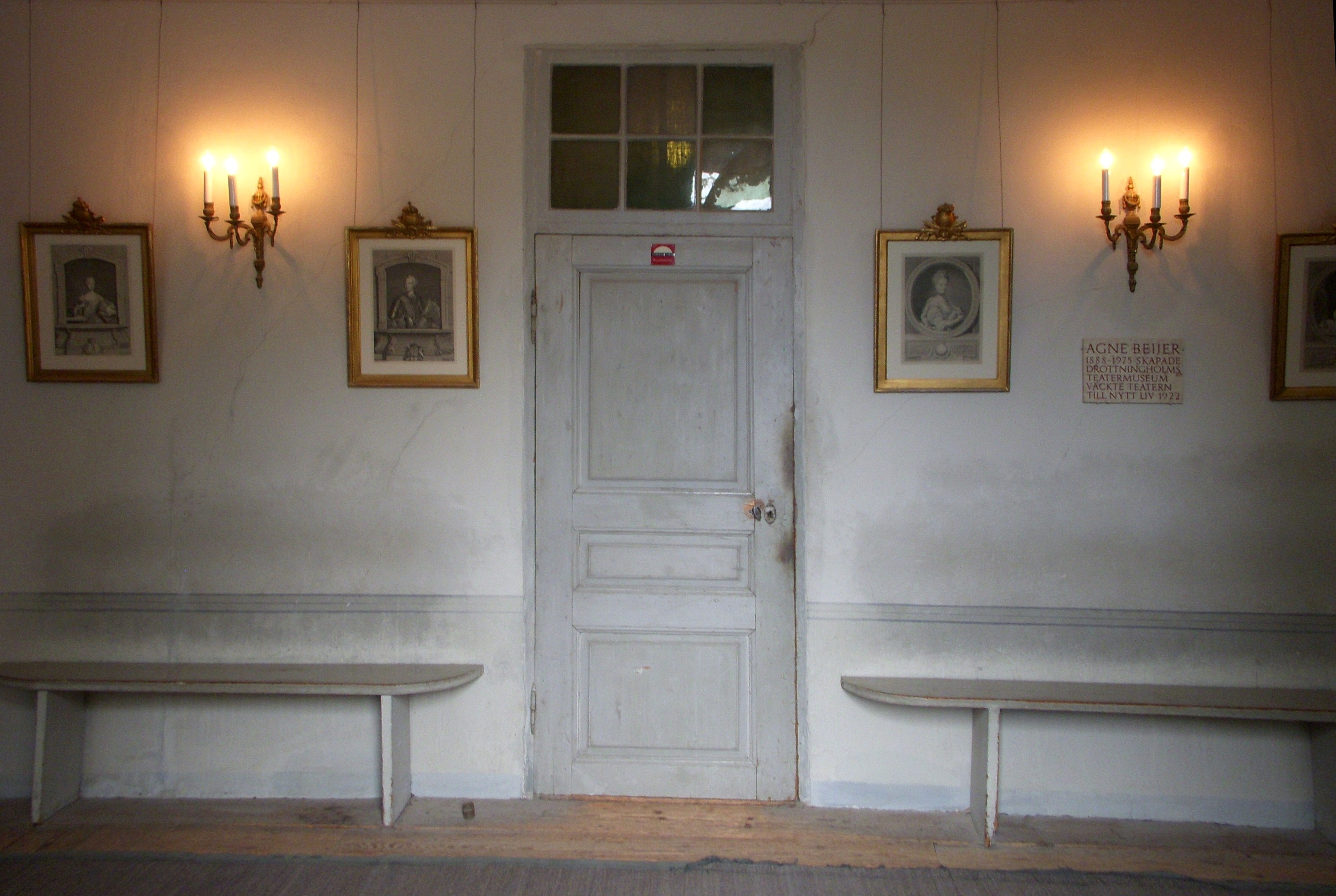
Drottningholms slottsteater, vestibulen

Den nya teatern anlades på initiativ av drottning Lovisa Ulrika, och ritades av Carl Fredrik Adelcrantz. Scenmaskineriet är utfört av Donato Stopani. Den nya teaterbyggnaden står på samma plats som den 1762 nedbrunna. Frukostsalongen, Déjeunersalongen mot parken är ritad av Louis Jean Desprez 1791. Byggnadsarbetena påbörjades 1764 och teatern besiktigades av de kungliga den 8 juli 1766. Vid invigningen dagen därpå uppfördes pjäsen Rhadamiste et Zénobie av Prosper Jolyot de Crébillon. Den första operaföreställningen var Psyché, en tragi-comédie-balett av Jean-Baptiste Lully och Francesco Antonio Uttini, som gavs den 28 oktober 1766. Under 1700-talet var det en scen för franska teatersällskap: Sällskapet Du Londel spelade där från dess grundande fram till 1771, och Gustav III:s franska teater från 1782 till 1792. 
Teatern upplevde sin storhetstid under Gustav III:s regering. Efter att han år 1777 övertog slottet efter sin mor spelades teater i Drottningholm varenda sommar, inte bara av adelns amatörskådespelare utan också av teatertrupper från Stockholm. Innan det Gustavianska operahuset i huvudstaden stod klart 1782, hade många operor och pjäser premiär här, ofta med aktiv konstnärlig medverkan av kungen själv.
Efter mordet på Gustav III anbefalldes landssorg, och teatern användes inte på lång tid. Verksamheten togs dock upp igen, men intresset från den nye kungen var klent. De sista åren av 1700-talet innebar en tydlig tillbakagång. Några föreställningar gavs på 1850-talet. Den sista kända föreställningen före "törnrosasömnen" gavs sommaren 1858 med anledning av Gustaf V:s födelse. Den gavs av en fransk kringresande teatergrupp.

## Återuppväckandets nya epok och Drottningholmsteaterns Vänner

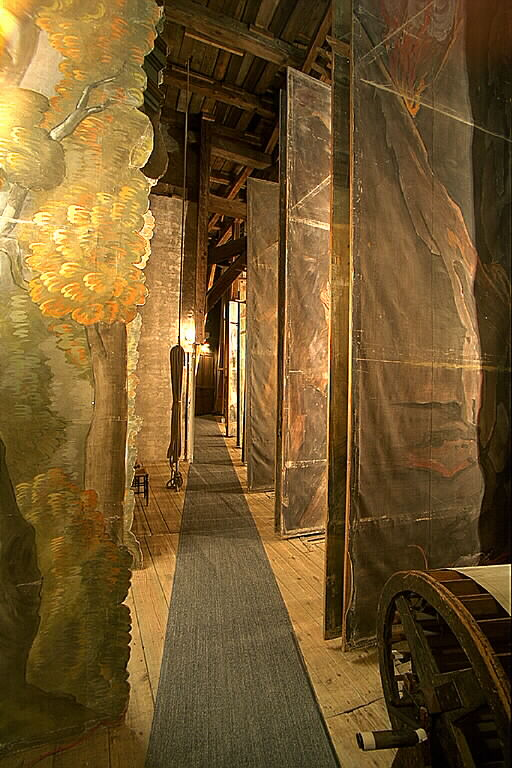
Bakom kulisserna.

På vårvintern 1921 kom Agne Beijer, då amanuens vid Kungliga biblioteket, till teatern för att leta efter en målning av Elias Martin och återupptäckte den då närmast totalt bortglömda gamla teatern, som under långa tider mest fungerat som möbelmagasin. Beijer, som var teater- och litteraturvetare, lät restaurera teatern till ursprungligt skick, och redan sommaren 1921 satte man igång med arbetena. Den 19 augusti 1922 återinvigdes Drottningholmsteatern med visning av dekorbyten och ett blandat program med verk av Wolfgang Amadeus Mozart (menuett ur Figaros bröllop), Carl Michael Bellman (menuett och Träd fram du nattens gud), samt arior av Christoph Willibald Gluck och Georg Friedrich Händel. Sångsolist var Lillemor Montelius, balettelever från Kungliga Operan dansade, och vid pianot satt Alice Tegnér. Därefter hölls genom åren mest ett fåtal sporadiska divertissement för en sluten krets för att söka finansiera driften av Drottningholms teatermuseum, vilket Agne Beijer igångsatte och förestod.
28 september 1935 bildades stödföreningen Drottningholmsteaterns Vänner på Waldemarsudde under överinseende av kulturpersonligheter som Prins Eugen – föreningens förste ordförande – Prins Wilhelm, Agne Beijer, Bo Bergman, Per-Axel Branner, John Böttiger, Anders de Wahl, John Forsell, Axel Gauffin, Olof Molander, Adolf A:son Murray och Anders Österling. Föreningen tog så ansvar för att vidareutveckla verksamheten och från 1936 ansvara för, och till stor del finansiera,  en regelbunden återupptagen föreställningsproduktion av teater, opera och balett på teatern (1938–42 tillsammans med Teaterorden TSO), fram till 1948 bara för slutna sällskap som publik. 1966 arrangerade föreningen teaterns 200-årsjubileum med gästspel av fyra utländska operatrupper och tre egna produktioner. 1970 skedde en överflyttning av det huvudsakliga föreställningsansvaret till den bildade Stiftelsen Drottningholms teatermuseum, som då även inbegrep Drottningholms teatermuseum/Sveriges Teatermuseum och sedan 2007 är en stiftelse med namnet Stiftelsen Drottningholms slottsteater. Sveriges Teatermuseum ingår sedan 2010 i Statens musikverk. Drottningholmsteaterns Vänner utdelar årligen även hedersbetygelser och stipendier till för verksamheten betydelsefulla och för dess konstnärliga framtid lovande personer och bidrar dessutom årligen med stora ekonomiska insatser för att upprätthålla föreställningsverksamheten.
Posten som ordförande för Vänföreningen har sedan 1935 innehafts av: Prins Eugen, Prins Wilhelm, Henrik Nordmark, Jonas Nordenson, Ivar Philipson, Jan-Erik Wikström (sedermera ordförande för Stiftelsen Drottningholms slottsteater), Christer Villard och Wilhelm Lüning (innevarande). Kungen och drottningen samt kronprinsessan Victoria är föreningens hedersbeskyddare/-ledamöter.
Teatern lockar besökare från både utlandet och hela Sverige. På grund av det höga kulturhistoriska värdet tillåts endast ett visst antal föreställningar per år på scenen. Flera gånger har man delvis samverkat med Kungliga Operan och Kungliga Baletten. Aktuella samarbeten var under 2012 med Bonniers Konsthall, 2013 med Östersjöfestivalen och 2014 med Kungliga Operan. Under Per-Erik Öhrns chefskap gjordes för första gången sedan 1700-talet nybeställningar av operaverk; Trädgården (1999) med musik av Jonas Forssell och Cecilia och Apkungen (2004) med musik av Reine Jönsson. Inför teaterns 250-årsjubileum 2016 beställde Drottningholmsteaterns Vänner ett operaverk, en nyskriven jubileumsopera av Jan Sandström tillägnad Drottningholms Slottsteater, Rokokomaskineriet. 

## Utformning och teknik
Teatern är, som en del av Drottningholms slottsområde, ett av de svenska världsarven som finns upptagna på Unescos världsarvslista. Söder om teatern ansluter den så kallade Teaterplanen med fyra flygelbyggnader; “Kyrkpaviljongen” och “Jaktpaviljongen” mot öst samt “Drottningens paviljong” och “Hovmarskalksflygeln” mot väst. Orkesterdike saknas, varför musikanterna befinner sig på samma plan, som de främsta bänkarna i salongen. Järnridå, som annars är obligatorisk som brandskydd på moderna teatrar, saknas på Drottningholmsteatern. (På 1700-talet var järnridån ännu inte uppfunnen.) 
Belysningen utgjordes ursprungligen av ett stort antal levande ljus, som satt på väggarna runtom i salongen. Denna belysningsform användes ända in på senare delen av 1900-talet, men numera har alla dessa ljus, trots stilbrottet, av säkerhetsskäl ersatts med många elektriska smålampor. Under hela föreställningen råder alltså en dämpad, stämningsfull belysning i salongen precis som på Gustav III:s tid.
Teaterbyggnaden förvaltas numera av Statens fastighetsverk, som sedan 2004 genomfört en varsam restaurering av byggnaden.

## Verkförteckning före 1809

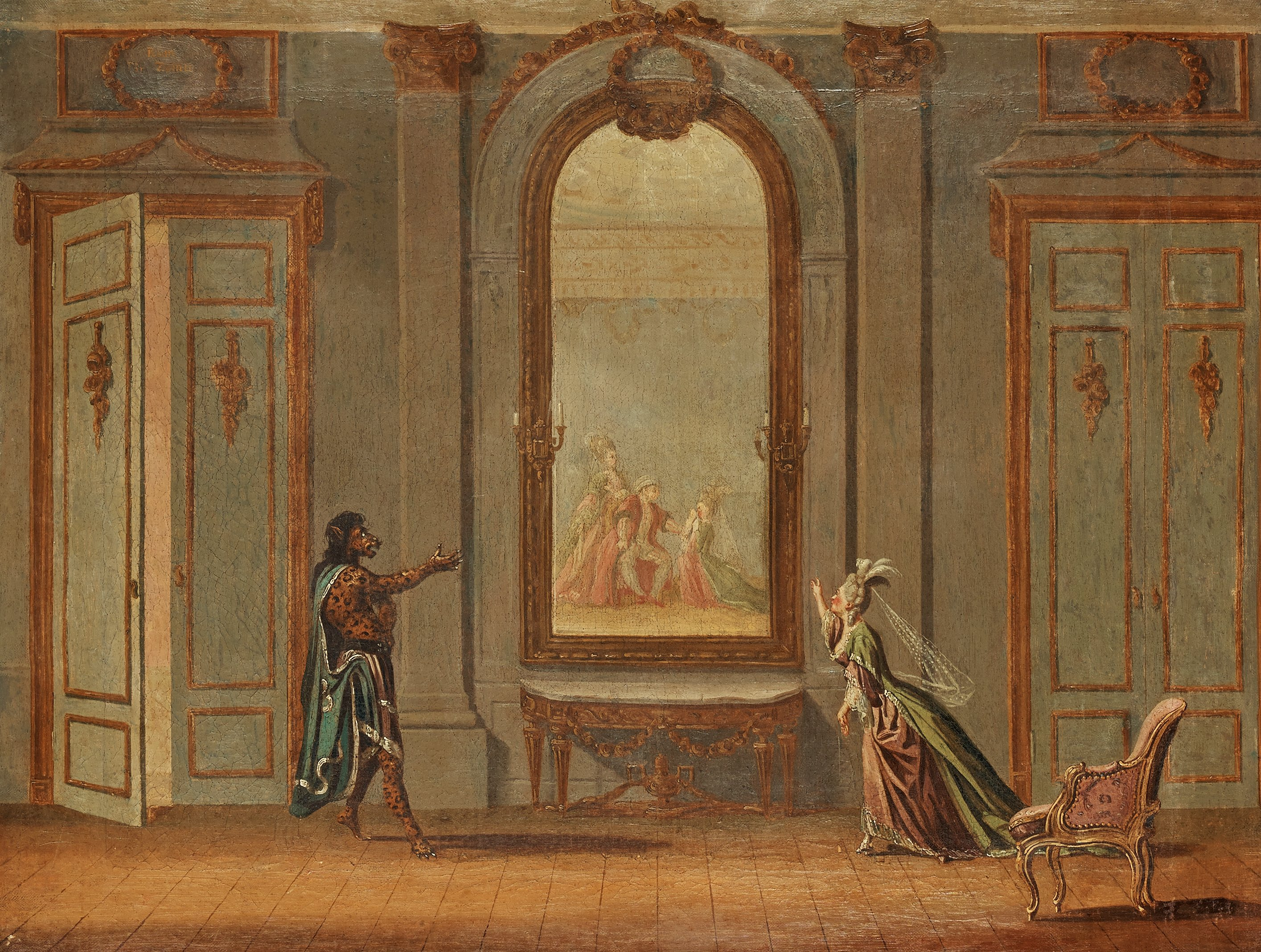
"Zemire och Azor" vid uppsättningen 1778.

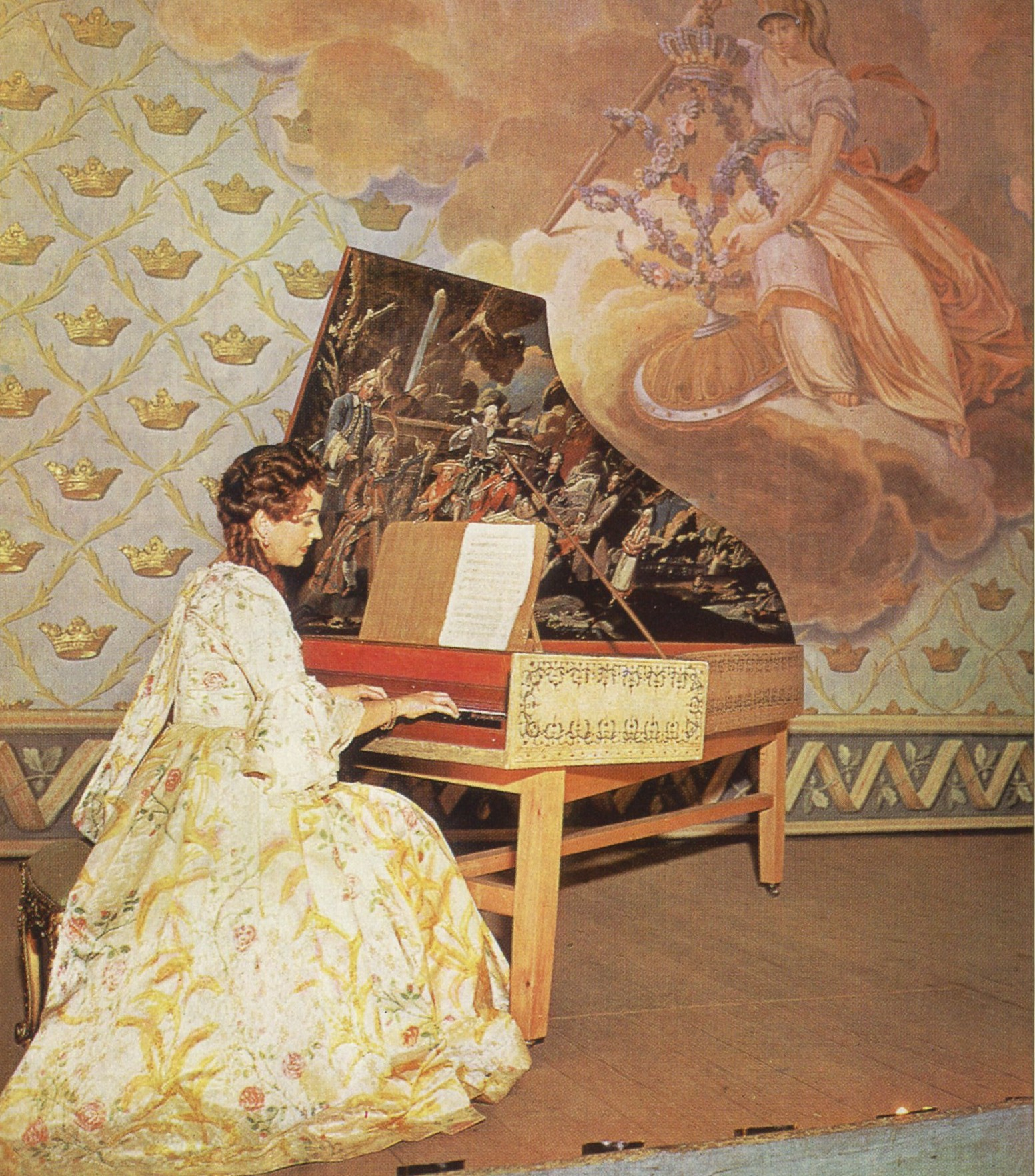
Karin Langebo spelar cembalo på Drottningholms slottsteater, 1966.

### Operor, annan musikdramatik
- Francesco Antonio Uttini: Adriano in Sira
- Joseph Martin Kraus: Aeneas i Carthago
- Christoph Willibald Gluck: Alceste (Alkest)
- André Grétry: Anakreon på Samos (Anakréon chez Polycrate)
- André Grétry: Andromak (Andromaque)
- Pierre-Alexandre Monsigny: Arsène (La belle Arsène)
- Francesco Antonio Uttini: Athalie
- Niccolò Piccinni: Atis (Atys)
- Francesco Antonio Uttini / Henrik Philip Johnsen: Birger Jarl
- Jacques-André Naigeon: Les Chinois
- Christian Friedrich Müller: Drottning Christina
- Johann Christian Friedrich Haeffner: Electra
- Francesco Antonio Uttini: L'Eroe cinese
- Nicolas Dalayrac: Folke Birgersson till Ringstad
- Olof Åhlström: Frigga
- Francesco Antonio Uttini: Galathea
- Domenico Cimarosa: Giannina e Bernardone
- Christoph Willibald Gluck: Iphigénie en Aulide (Iphigenie i Auliden)
- Christoph Willibald Gluck: Iphigénie en Tauride (Iphigenie i Tauriden)
- Francesco Antonio Uttini: L'Isola disabitata
- Komiska baletten troligen av Louis Deland
- Christoph Willibald Gluck: Orfeus och Eurydice (Orfeo ed Euridice)
- Prologuen vid f.d. Drottningens hitkomst (Prolog till Iphigenie i Auliden av Christoph Willibald Gluck)
- Jean-Baptiste Lully: Psyché
- Francesco Antonio Uttini: Il Re pastore
- Philippe Quinault: Le Roi Cocagne
- Niccolò Piccinni: Roland
- Jean-Claude Trial: Silvie
- Francesco Antonio Uttini: Thetis och Pelée
- François-André Danican Philidor: Tom Jones
- François Francœur & fr:François Rebel: Zelindor
- André Grétry: Zemire och Azor (Zémire et Azor)

### Tragedier
- Voltaire: Adélaide du Guescelin
- Pierre-Laurent Buirette de Belloy: Gabrielle de Vergy
- Pierre-Laurent Buirette de Belloy: Gaston et Bayard
- fr:Jean-François Ducis: Oedipe chez Admete
- Voltaire: Olympie
- Pierre-Laurent Buirette de Belloy: Pierre le Cruel
- fr:Prosper Jolyot de Crébillon: Rhadamiste et Zénobie
- Voltaire: Semiramis
- Pierre-Laurent Buirette de Belloy: Le Siège de Calais
- Voltaire: Tancred
- Voltaire: Zaïre

### Komedier
- Molière: Amfitrion (Amphitryon), verskomedi med musik av Joseph Martin Kraus
- Le Concert ridicule, komedi i en akt med divertissements
- Nicolas-Julien Forgeot: L'Amour conjugal ou L'heureuse Crédulite
- Pierre-Claude Nivelle de La Chaussée: Amour pour amour
- Molière: L'Avare
- Noël Lebreton de Hauteroche: Le Cocher supposé
- Noël Lebreton de Hauteroche: Crispin Médecin
- Philippe Néricault Destouches, bearb. Jacques Marie Boutet de Monvel: Le Dépôt
- Nicolas-Julien Forgeot: Les deux Oncles
- Jean-François Regnard: Le Distrait
- Desforges: Den döve
- Pierre-Claude Nivelle de La Chaussée: L'École des amis
- Charles Dufresny: L'Esprit de contradiction
- Molière: L'Étourdi, ou Les Contre-temps
- Collet: L'Ile déserte
- Molière: Le Malade imaginaire
- Charles Dufresny: Le Mariage fait et rompu
- Jean-Baptiste Gresset: Le Méchant
- Jean-François Regnard: Les Ménechmes
- Alexis Piron: La Metromanie ou Le Poète
- Molière: Monsieur de Pourceaugnac
- Michel-Jean Sedaine: Le mort Marié
- Germain-François Poullain de Saint-Foix: L'Oracle
- Michel-Jean Sedaine: Le Philosophe sans le savoir
- Pierre-Claude Nivelle de La Chaussée: La Préjugé à la mode
- fr:Philippe Poisson: Le Procureur arbitre
- Jean-François Regnard: Le Retour imprévu
- Louis de Boissy: Le Sage étourdi
- Desforges efter Henry Fielding: Tom Jones à Londres

## Premiärer 1922-
Konsertaftnar och reprispremiärer redovisas inte här.

### Operor, baletter
- 1930 Olof Åhlström: Den bedragna Bachan
- 1936 Joseph Martin Kraus (arr. Arvid Petersén): Fiskarstugan
- 1946 André Grétry: Martin och Gripon eller De bägge giriga
- 1947 Wolfgang Amadeus Mozart: Bastien och Bastienne
- 1948 André Grétry: Den talande tavlan
- 1948 Domenico Cimarosa: Il matrimonio segreto
- 1949 André Campra: L'Éurope galante, balettopera
- 1949 Francesco Antonio Uttini: Birger Jarl
- 1949 Adolphe Adam: Giselle, akt 2
- 1950 Georg Friedrich Händel: Den rasande Roland (Orlando furioso)
- 1953 Giovanni Battista Pergolesi: Livietta och Tracollo (La contadina astuta)
- 1954 Adolphe Benoît Blaise: Anette och Lubin
- 1954 Christoph Willibald Gluck: Iphigénie en Aulide
- 1954 Domenico Scarlatti: Pantalones misslyckade kärleksäventyr, balettpantomim
- 1955 Giovanni Battista Pergolesi (tillskriven): Il maestro di musica (Sångläraren)
- 1956 Wolfgang Amadeus Mozart: La finta semplice
- 1956 Henry Purcell: Den fångne Cupido (Cupid out of his humour), 1600-talsbalett efter Georg Stiernhielm. Koreografi: Mary Skeaping
- 1956 Wolfgang Amadeus Mozart: Così fan tutte
- 1957 Christoph Willibald Gluck: Orfeus och Eurydike
- 1957 Georg Friedrich Händel: Rodelinda
- 1958 Benjamin Britten: Lucretia
- 1958 Alessandro Scarlatti: Il trionfo dell'onore eller Il dissoluto pentito
- 1959 Georg Philipp Telemann: Pimpinone (Det omaka äktenskapet), operaintermezzo
- 1959 Domenico Cimarosa: Il maestro di cappella
- 1959 Baldassare Galuppi: Il filosofo di campagna
- 1959 Giovanni Battista Pergolesi: La serva padrona
- 1959 Valentino Fioravanti: La cantatrici vollante
- 1960 Christoph Willibald Gluck: Ifigenia på Tauris
- 1960 Christoph Willibald Gluck: Kinesiskorna
- 1960 Giovanni Paisiello: Il barbieri di Siviglia (Barberaren i Sevilla)
- 1960 Gioacchino Rossini: Äktenskapsväxeln
- 1962 Henry Purcell: Dido and Aeneas (Dido och Aeneas)
- 1962 Christoph Willibald Gluck: Alkestis
- 1962 Joseph Haydn: L'Infedeltà delusa (Trolöshet och list)
- 1962 Wolfgang Amadeus Mozart: Così fan tutte
- 1964 Christoph Willibald Gluck: Iphigénie en Aulide
- 1964 Gioacchino Rossini: Signor Bruschino
- 1964 Johan Helmich Roman: Atis och Camilla, balett
- 1964 Domenico Cimarosa: Il pittore Parigino (Målaren från Paris)
- 1964 Georg Friedrich Händel: Ariodante
- 1965 Wolfgang Amadeus Mozart: Die Entführung aus dem Serail
- 1965 Wolfgang Amadeus Mozart: La clemenza di Tito
- 1966 Georg Friedrich Händel: Acis and Galatea
- 1966 Wolfgang Amadeus Mozart: Così fan tutte
- 1966 Joseph Haydn: La Canterina
- 1966 Alessandro Scarlatti: L'honestà negli amore
- 1966 Christoph Willibald Gluck: Ifigenia på Tauris
- 1966 Claudio Monteverdi: Orfeo ed Euridice
- 1966 Adolphe Adam: Giselle, balett (koreografi: Mary Skeaping)
- 1966 Cesare Bossi: Vårens återkomst, balett (koreografi: Mary Skeaping)
- 1967 Wolfgang Amadeus Mozart: Le nozze di Figaro (Figaros bröllop)
- 1967 Wolfgang Amadeus Mozart: Così fan tutte
- 1967 Wolfgang Amadeus Mozart: Don Giovanni
- 1967 Domenico Cimarosa: Il matrimonio segreto
- 1967 Frukost vid Manzaneres, balett (musik arr. av Ulf Björlin)
- 1967 Francesco Antonio Uttini: Kineserna, balettsvit
- 1967 Edouard du Puy: Den nye Narkissos, balett
- 1968 André Grétry: Zémire och Azor
- 1969 Vincenzo Galeotti / dk:Jens Lolle: Amors och balettmästarens nycker, balett
- 1969 Antonio Sacchini: Oidipus i Athen
- 1969 Joseph Haydn: Il mondo della luna (Livet på månen)
- 1969 Georg Friedrich Händel: Il pastor fido
- 1970 Georg Friedrich Händel: Scipio
- 1970 Giovanni Battista Pergolesi: Charlatanen (Livietta e Tracollo)
- 1970 Gioacchino Rossini: Kärlek på prov (La pietra del paragone)
- 1971 Henry Purcell: King Arthur
- 1971 Antonio Maria Abbatini; Marco Marazzoli: Av ont kommer gott (Dal male il bene)
- 1971 Christoph Willibald Gluck: Orfeus och Eurydike
- 1971 Johann Gottlieb Naumann: Gustaf Wasa, utdrag
- 1971 Joseph Martin Kraus: Aeneas i Carthago, akt 3
- 1971 Joseph Martin Kraus: Fiskarena, balett av Mary Skeaping
- 1972 Francesco Cavalli: Scipio Africanus
- 1972 Wolfgang Amadeus Mozart: Così fan tutte
- 1973 Georg Joseph Vogler: Gustaf Adolf och Ebba Brahe
- 1974 Georg Friedrich Händel: Ottone
- 1975 Jean-Baptiste Lully: Le Carnavale (rekonstr. Claude Génetay)
- 1975 Gaetano Donizetti: Kärleksdrycken (L'Elisir d'Amore)
- 1976 Claudio Monteverdi: Poppeas kröning (L'Incoronazione di Poppea)
- 1976 Pierre Gardel: Dans-Vurmen (fr:La Dansomanie)
- 1977 Niccolò Piccinni: Oskuld på landet (La Buona Figliola)
- 1978 Jean-Philippe Rameau: Platée
- 1979 Georg Friedrich Händel: Xerxes
- 1979 Wolfgang Amadeus Mozart: Don Giovanni
- 1980 Joseph Martin Kraus: Proserpin
- 1980 Domenico Cimarosa: Il matrimonio segreto
- 1981 Henry Purcell: Dido och Aeneas
- 1981 Wolfgang Amadeus Mozart: Le nozze di Figaro (Figaros bröllop)
- 1981 Anonym: Arlequins död, balettpantomim. Rekonstruktion: Ivo Cramér, dansinslag: Mary Skeaping
- 1981 Edouard du Puy: Arlequins, kärlekens trollkarl, balettpantomim. Rekonstruktion: Ivo Cramér, dansinslag: Mary Skeaping
- 1982 Wolfgang Amadeus Mozart: Trollflöjten
- 1982 Carl Heinrich Graun: Montezuma
- 1982 Gioacchino Rossini: La Cenerentola (Askungen)
- 1983 Domenico Cimarosa: Il fanatico burlato (Den lurade fanatikern)
- 1984 Wolfgang Amadeus Mozart: Così fan tutte
- 1984 Domenico Cimarosa: Il maestro di cappella
- 1984 Georg Anton Benda: Medea
- 1984 Vicente Martín y Soler: Dianas träd (L'Arbore di Diana)
- 1985 Christoph Willibald Gluck: Le Cinesi, balett (koreogafi: Regina Beck-Friis)
- 1985 Christoph Willibald Gluck: Don Juan, balett (koreogafi: Regina Beck-Friis)
- 1985 Georg Friedrich Händel: Agrippina
- 1986 Wolfgang Amadeus Mozart: Idomeneo
- 1987 Christoph Willibald Gluck: Paris och Helena
- 1987 Wolfgang Amadeus Mozart: La clemenza di Tito
- 1988 Wolfgang Amadeus Mozart: La finta giardiniera
- 1989 Wolfgang Amadeus Mozart: Die Zauberflöte (Trollflöjten)
- 1989 Christoph Willibald Gluck: Iphigénie en Aulide
- 1990 Georg Joseph Vogler: Gustaf Adolf och Ebba Brahe
- 1990 Wolfgang Amadeus Mozart: Die Entführung aus dem Serail
- 1990 Christoph Willibald Gluck: Iphigénie en Tauride
- 1991 Johann Christian Friedrich Haeffner: Electra
- 1991 Wolfgang Amadeus Mozart: Idomeneo
- 1992 Figaro eller Almaviva och kärleken, balettpantomim av Ivo Cramér
- 1992 Johann Adolf Hasse: Der Handwerker als Edelmann (L'artigiano gentiloumo)
- 1992 Antonio Salieri: Falstaff (Ossa le tre burle)
- 1992 Christoph Willibald Gluck: Orfeus och Eurydike
- 1992 Joseph Haydn: Armida
- 2022 Antonio Vivaldi: Il Giustino
- 2023 Henry Purcell: The Fairy-Queen
- 2024 Jean-Baptiste Lully: Armide
- 2025 Georg Philipp Telemann: Orpheus

### Teater
- 1936 Carl Michael Bellman: Werdshuset
- 1938 Carl Michael Bellman: Födelsedagen firad i fiskarstugan, pastoral
- 1941 Georg Stiernhielm & Samuel Columbus: Herculis Wägewahl
- 1942 Olof Kexel: Michel Wingler eller Bättre vara Brödlös än Rådlös
- 1943 De Beauchamp: Porträttet
- 1944 Molière: De löjliga preciöserna
- 1945 Ludvig Holberg: Den sköna okända eller Harlequins sorglustiga frieri
- 1947 Molière: Äktenskapsskolan
- 1949 Ludvig Holberg: Maskerade
- 1949 Molière: La mariage forcé
- 1950 Pierre de Marivaux: Den farliga vänskapen
- 1953 Olof von Dalin: Herde-Spel
- 1953 Jean-Jacques Rousseau: Byspåmannen, balettdivertissement
- 1953 Pierre de Marivaux: Kärlekens och slumpens lek
- 1955 Carlo Goldoni: Un curioso accente (En lustig historia)
- 1956 Molière: Monsieur de Pourceaugnac, komedibalett
- 1956 Carlo Goldoni: Gl'Innamorati
- 1956 Carlo Goldoni: Il Servitore di due Padroni (Två herrars tjänare)
- 1957 fr:Jean-François Regnard: Kärlek och dårskap (Les folies amoureuses), verskomedi
- 1958 Carlo Goldoni: Il Ventaglio (Solfjädern)
- 1961 Carlo Goldoni: La vedova scaltra (Fyra friare i Venedig)
- 1966 Pierre de Marivaux: Le Triomphe de l'Amour
- 1973 Pierre de Marivaux: Den dubbla trolösheten (La double inconstance)
- 1983 Molière: Don Juan
- 1984 Richard Brinsley Sheridan: The school for scandal (Skandalskolan)
- 1984 Ludvig Holberg: Henrik og Pernille
- 1986 Molière: De löjliga preciöserna (Les precieuses ridicules)
- 1986 Molière: Läkare mot sin vilja (Le medicin malgré lui)
- 1989 Johan Gabriel Oxenstierna: Soliman II

## Chefer för Drottningholms teatermuseum/Sveriges Teatermuseum
- Agne Beijer, 1921–64
- Arnold Östman, 1979–80
- Barbro Stribolt, 1980–98
- Inga Lewenhaupt 1998-2006
- Peter Gripewall 2006-2009

## Kuriosa
Maria Langs detektivroman Se, döden på dig väntar från 1955 utspelas till stora delar på Drottningsholmsteatern.